# Biologia rozwoju
Biologia rozwoju – dział biologii, zajmujący się przede wszystkim rozwojem osobniczym, czyli ontogenetycznym (gr. óntos –  byt, będące, istniejące, génesis) organizmów żywych, od chwili powstania w wyniku rozmnażania do śmierci, przy czym pojęcie „rozwój” oznacza zachodzące w ciągu życia zmiany morfologiczne (powstanie nowych tkanek i organów) i czynnościowe. Przedmiotem badań są m.in. procesy oogenezy, zapłodnienia, bruzdkowania, embriogenezy (np. embriogenezy roślin), wzrostu.